# ام‌وی گلناچولیش
ام‌وی گلناچولیش (به انگلیسی: MV Glenachulish) یک کشتی است که طول آن 57.6ft می‌باشد.